# Баркарена (Португалия)
Баркарена (порт. Barcarena) — район (фрегезия) в Португалии, входит в округ Лиссабон. Является составной частью муниципалитета Оейраш. Находится в составе крупной городской агломерации Большой Лиссабон. По старому административному делению входил в провинцию Эштремадура. Входит в экономико-статистический субрегион Большой Лиссабон, который входит в Лиссабонский регион. Население составляет 13 861 человек на 2011 год. Занимает площадь 9,01 км².
Покровителем района считается Апостол Пётр (порт. São Pedro).